# Zdzisław Trzaska
Zdzisław Trzaska (ur. 10 sierpnia 1939 w Nagnajowie) – profesor nauk technicznych inżynier, profesor zwyczajny Politechniki Warszawskiej i Wyższej Szkoły Ekologii i Zarządzania w Warszawie, specjalista w zakresie automatyki i inżynierii komputerowej, elektrotechniki teoretycznej, metod numerycznych, modelowania układów dynamicznych, optymalizacji, robotyki, teorii obwodów i pól elektromagnetycznych.

## Życiorys
W 1962 ukończył studia na Politechnice Warszawskiej. Tam też na Wydziale Elektrycznym otrzymał w 1970 stopień naukowy doktora nauk technicznych, zaś w 1989 stopień doktora habilitowanego nauk technicznych w dyscyplinie elektrotechnika. W 1994 prezydent RP nadał mu tytuł naukowy profesora nauk technicznych.
Został profesorem zwyczajnym w Wydziale Elektrycznym Politechniki Warszawskiej oraz w Wyższej Szkole Ekologii i Zarządzania w Warszawie (Wydział Inżynierii i Zarządzania).